# Канниччи, Николо
Николо Канниччи (итал. Niccolò Cannicci; 29 октября 1846, Флоренция — 19 января 1906, там же) — итальянский живописец, иллюстратор.

## Биография
Сын художника Гаэтано Канниччи. Обучался живописи в Академии изящных искусств во Флоренции. Ученик Антонио Чизери.
Посещал известное флорентийское кафе «Микеланджело», где собирались многие известные местные художники, в том числе Сильвестро Лега, Джованни Фаттори и Телемако Синьорини, недовольные состоянием тогдашнего итальянского искусства и считавшие неправильным намечавшийся возврат к традициям классицизма и академизма. В 1868 году стал членом группы художников «Маккьяйоли», противопоставлявших своё творчество сложившимся к тому времени канонам академизма.
В 1875 году Каниччи вместе с Джованни Фаттори, Франческо Джоли и Эгисто Феррони побывал в Париже, где познакомились с художники-импрессионистами, что позже отразилось в его творчестве.
Во Флоренции с 1876 года сотрудничал с «Децентральным комитетом» («Comitato Decentrista») Диего Мартелли, целью которого было достижение большей автономии для местных академий живописи.
В 1890 году Канниччи некоторое время провёл в психиатрической больнице в Сиене.
В 1899 году участвовал в работе III Международной художественной выставки в Венеции.
В качестве иллюстратора оформил несколько книжных публикаций.

Склонный к чувствительности и деликатности, художник преимущественно изображал сельские пейзажи, сцены жизни и быта жителей итальянской глубинки. Иногда на своих полотнах создавал идиллическое представление о природе. Отдавал предпочтение нежным тонам, придавая всему сумеречные цвета.
- Лето. Купание. 1896
- Грустная пора зимы, 1899
- Зима, ранее 1906